# Robertsonites
Robertsonites is een geslacht van kreeftachtigen uit de klasse van de Ostracoda (mosselkreeftjes).

## Soorten
- Robertsonites gubikensis Swain, 1963 †
- Robertsonites hanaii Tabuki, 1986 †
- Robertsonites reticuliforma (Ishizaki, 1966) Tabuki, 1986 †
- Robertsonites tsugaruana Tabuki, 1986 †
- Robertsonites tuberculatinus Swain, 1963 †
- Robertsonites tuberculatus (Sars, 1866) Hazel, 1967
- Robertsonites williamsi Cronin, 1991